# Groesbeek
Groesbeek – gmina w prowincji Geldria w Holandii. W 2014 roku populacja wyniosła 18 956 mieszkańców. Stolicą jest miejscowość o tej samej nazwie. 1 stycznia 2015 gmina wejdzie w skład gmin Millingen aan de Rijn i Ubbergen.
Przez gminę przechodzą drogi prowincjonalne N842 oraz N843.

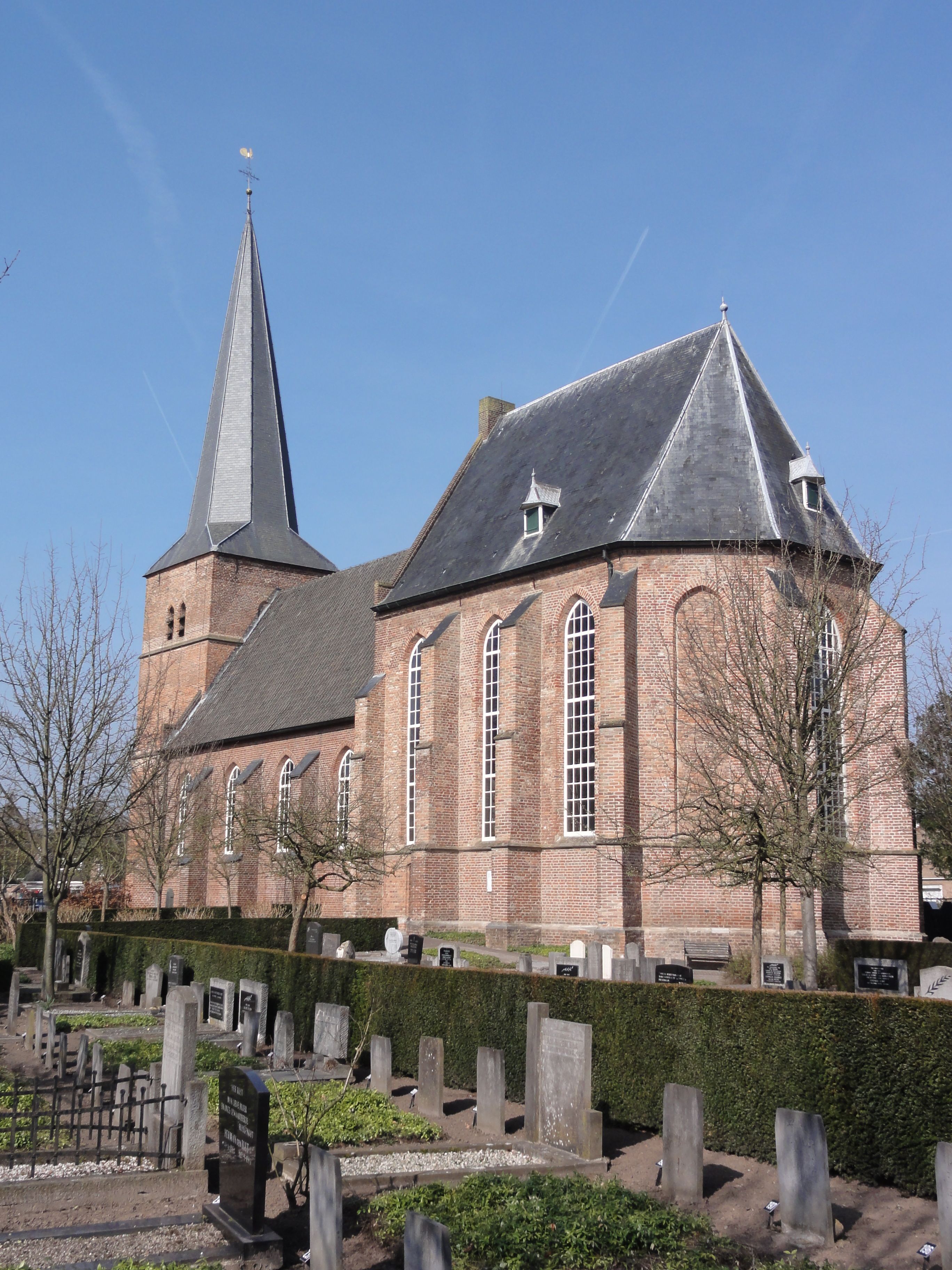
Kościół w Groesbeek

## Miejscowości

### Wioski
- Berg en Dal
- Breedeweg
- Groesbeek
- Heilig Landstichting
- De Horst

### Przysiółki
- Colonjes, Grafwegen, Holdeurn, De Kamp, Plak, Valkenlaagte